# 송지훈
송지훈(宋知勳, 1998년 2월 23일 ~ )은 대한민국의 바둑 기사이다.

## 약력
경남 김해 출신으로 장수영 바둑도장에서 바둑을 배웠다. 프로 입단하기 전, 2014년 제48회 전국아마국수전에서 우승을 차지했다. 2015년 제134회 입단대회를 통해 입단했으며, 제3기 메지온배 오픈신인왕전에서 본선 8강에 올랐다. 2016년 7월, 2단으로 승단했다. 2017년 KB국민은행 퓨처스리그와 바둑리그에 출전했고, 리민배 세계 신예 바둑 최강전 결선 16강에 진출했으며 제5회 메지온배 오픈신인왕전 준결승에 올랐다. 3단으로 승단한 이후 2018년 제3회 미래의 별 신예최강전 본선 16강과 크라운해태배 본선 4강에 각각 진출했다. 2018년 4단을 거쳐 2019년 5단으로 승단했다. 2024년에 9단으로 각각 승단했다.